# Чорна бригада
Чорна бригада (англ. Blue Hill Avenue) — американська кримінальна драма 2001 року.

## Сюжет
Четверо нерозлучних друзів з дитинства вплутуються у всякі неприємності і разом з них виплутуються. Одного разу, будучи ще підлітками, вони погоджуються на баскетбольний матч з командою дилерів крутого наркоторговця Бенні. Гра закінчується бійкою, після якої у друзів як трофей виявляється пакетик з наркотиками. Вони вирішують продати їх у школі. Легкі гроші підштовхують до наступних кроків на шляху наркоторгівлі.

## У ролях
| Актор               | Роль             |
| ------------------- | ---------------- |
| Аллен Пейн          | Тристан          |
| Анджелла Брукс      | Мартін           |
| Майкл Таліферро     | Саймон           |
| Вільям Л. Джонсон   | І. Бон           |
| Аарон Д. Спірс      | Моней            |
| Ендрю Дівофф        | детектив Тайлер  |
| Річард Лоусон       | дядя Роб         |
| Марлон Янг          | Твінкі           |
| Ді Фріман           | Вайлет           |
| Гейл Фултон Росс    | Газель           |
| Вероніка Редд       | Нана             |
| Ентоні Шервуд       | Мелвін           |
| Мікуан Джексон      | Рен              |
| Латамра Сміт        | Ніколь           |
| Брендон Геммонд     | молодий І. Бон   |
| В.Б. Александр      | молодий Тристан  |
| Персі Даггс III     | молодий Моней    |
| Дена Баїр           | молодий Саймон   |
| Кларенс Вільямс III | Бенні            |
| Вільям Форсайт      | детектив Торранс |